# Varennes-sur-Morge

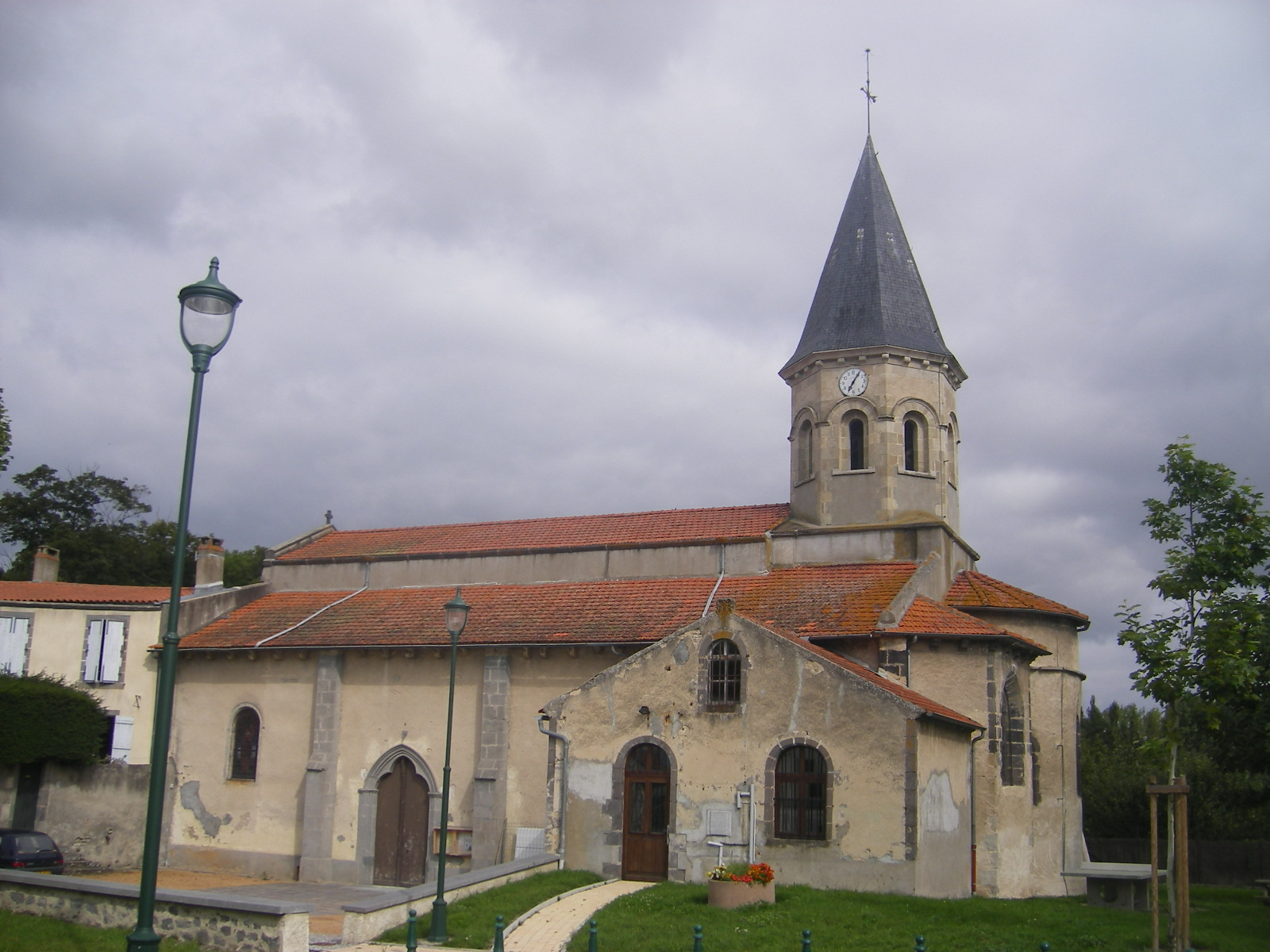

Varennes-sur-Morge is een gemeente in het Franse departement Puy-de-Dôme (regio Auvergne-Rhône-Alpes) en telt 348 inwoners (2005). De plaats maakt deel uit van het arrondissement Riom.

## Geografie
De oppervlakte van Varennes-sur-Morge bedraagt 4,9 km², de bevolkingsdichtheid is 71,0 inwoners per km².
De onderstaande kaart toont de ligging van Varennes-sur-Morge met de belangrijkste infrastructuur en aangrenzende gemeenten.

## Demografie
Onderstaande figuur toont het verloop van het inwonertal (bron: INSEE-tellingen).